# Wacław Kłopociński
Wacław Kłopociński (ur. 15 października 1911 w Kaliszu, zm. 18 marca 1997 w Warszawie) – polski geodeta.

## Życiorys
Urodził się w Kaliszu i tam ukończył naukę w szkole średniej. Następnie studiował na Wydziale Geodezyjnym Politechniki Warszawskiej, gdzie w roku 1935 uzyskał stopień inżyniera mierniczego. W latach 1934–1937 pracował w kaliskim Wydziale Technicznym Zarządu Miejskiego, a następnie jako mierniczy przysięgły w Warszawie.
W latach 1949–1953 był naczelnym inżynierem w Okręgowym Przedsiębiorstwie Mierniczym, a od 1953 do 1964 roku pracował jako projektant geodezyjnych urządzeń kontrolno-pomiarowych w Biurze Projektów Energoprojektu Warszawa. Od 1964 do 1978 roku pracował na stanowisku dyrektora Warszawskiego Przedsiębiorstwa Geodezyjnego. Ponadto Wacław Kłopociński był wykładowcą na Wydziale Geodezji i Kartografii Politechniki Warszawskiej. Po przejściu na emeryturę w 1978 roku zajmował się rzeczoznawstwem majątkowym, szacowaniem wartości gruntów i budynków oraz został powołany do Państwowej Komisji Kwalifikacyjnej ds. Uprawnień Zawodowych w Zakresie Szacowania Nieruchomości.
Działał w Związku Mierniczych Rzeczypospolitej Polskiej (ZMRP), a następnie w Stowarzyszeniu Geodetów Polskich (SGP). Od 1949 do 1950 był członkiem Zarządu Głównego ZMRP, w latach 1955–1959 i 1962–1967 był przewodniczącym Zarządu Głównego SGP, a od 1959 do 1962 roku wiceprzewodniczącym ZG SGP. W ramach stowarzyszenia był przewodniczącym Sekcji Naukowej Geodezji Miejskiej oraz Głównej Komisji Techniki. Ponadto był członkiem Rady Głównej Naczelnej Organizacji Technicznej, a w latach 1961–1965 jej wiceprzewodniczącym. 
Został pochowany na cmentarzu Powązkowskim w Warszawie.

## Odznaczenia
Został odznaczony m.in.:
- Krzyżem Komandorskim, Oficerskim i Kawalerskim Orderu Odrodzenia Polski,
- Złotym Krzyżem Zasługi,
- Orderem Sztandaru Pracy II klasy.

Ponadto został uhonorowany: odznaką „Za zasługi w dziedzinie geodezji i kartografii”, odznakami Honorowymi NOT i SGP oraz tytułem Członka Honorowego SGP.